# Pomaci

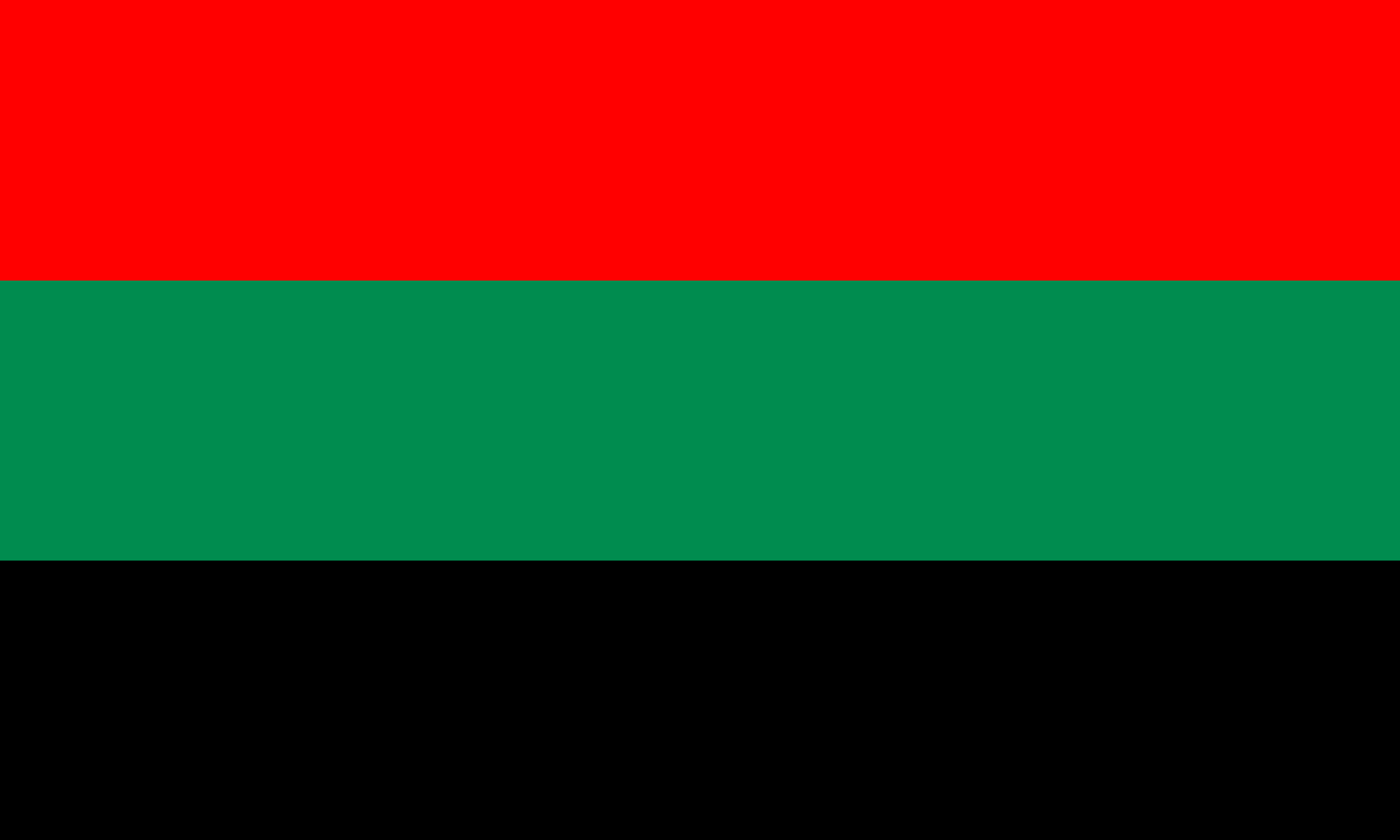
Drapelul pomac

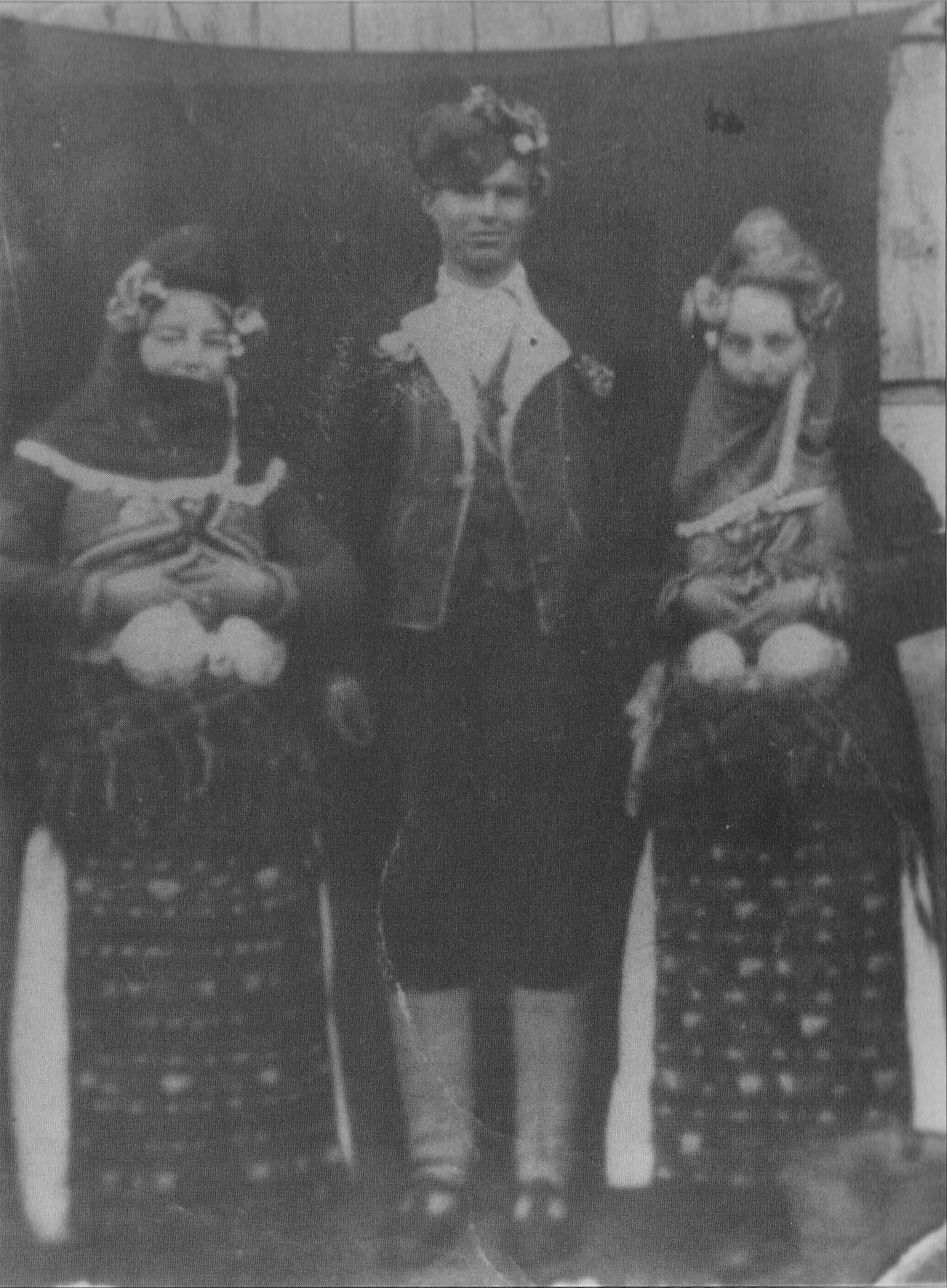
Pomaci la începutul secolului al XX-lea

Pomacii (în bulgară Помаци, transliterat: Pomați, în greacă Πομάκοι, transliterat: Pomáki, în turcă Pomaklar) sunt o populație musulmană de etnie slavă care trăiește în Peninsula Balcanică. Cea mai numeroasă comunitate de pomaci trăiește în Bulgaria, însă pot fi întâlniți și în nordul Greciei, în Turcia, Albania, Macedonia și Serbia. Pomacii vorbesc un dialect al limbii bulgare (acesta este denumit limba pomacă în Grecia și Turcia). 

## Origini
Originea pomacilor este incertă, fiecare stat care găzduiește pomaci revendicându-i fie ca autohtoni convertiți la islam în timpul administrației otomane în balcani (cazul Bulgariei, Serbiei și Macedoniei); ca fiind slavizați (cazul Albaniei și Turciei) sau suferind ambele influențe (cazul Greciei). O altă teorie susținută în special de turci este aceea că pomacii sunt descendenții cumanilor, un neam turcic ajuns în Europa în secolele X-XI. Aceștia s-ar fi așezat inițial pe teritoriul actual al Ucrainei ajungând apoi, prin România, în Munții Rodopi din sudul Bulgariei. În această perioadă se presupune că limba lor a suferit puternice influențe slave. Numele de “pomaci” ar veni de la pecenegi, neam înrudit cu cumanii și ajunși în Europa cam în aceeași perioadă .

## Populații

### Bulgaria
În Bulgaria mai locuiau conform recensământului din 2011 doar 67.350 de musulmani. Numărul acestora a scăzut în ultimii 10 ani de la 131.531 și de la 370.000 în 1982.
Cei mai mulți dintre aceștia trăiesc în zona Munților Rodopi, în provinciile Smolyan, Kardzhali, Pazardzhik și Blagoevgrad.
Există și comunități mai mici în provinciile Burgas, Lovech, Veliko Tarnovo și Ruse.
În secolul XX pomacii au fost subiectul unei serii de campanii de asimilare din susținută de statul bulgar în 1912, anii 1940, anii 1970 și sfârșitul anilor 1980. Pretextul acestor campanii era faptul că pomacii au fost creștini la origini și islamizați cu forța trebuind să fie repatriați. Cei mai mulți pomaci s-au opus acestei politici astfel încât printre primele manifestații anticomuniste din Bulgaria au fost cele ale pomacilor care cereau redarea numelor și a libertății religioase. 
În perioada comunistă pomacii din Bulgaria se declarau bulgari sau turci pentru a evita eventuale probleme cu autoritățile comuniste. Pomacii din zilele noastre se declară în general musulmani, neîmpărtășind opinia ca apartenența etnică este obligatorie.

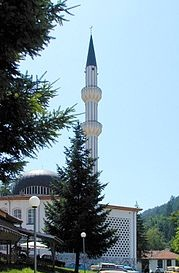
Moschee din regiunea muntilor Rodopi apartinand comunitatii pomace

### Turcia
În prezent în Turcia trăiesc aproximativ 300.000 de pomaci, în special în partea europeană a Turciei. Cei mai mulți dintre aceștia provin din Bulgaria și au ajuns aici în a doua jumătate a secolului XX, o altă parte provenind din Grecia în urma schimbului de populații din 1923 de după Războiul Greco-Turc. Denumirea acestora este în general cea de turci pomaci, iar limba lor este considerată aici limba pomacă.

### Grecia
În prezent în Grecia trăiesc aproximativ 30-35.000 de pomaci, în regiunile Xanthi, Rhodopi și Evros din nordul țării. Cei mai mulți pomaci care locuiau în trecut aici au plecat în Turcia ca urmare a schimbului de populații din 1923 de după Războiul Greco-Turc.

### Macedonia
În Macedonia trăiesc aproximativ 40.000 de musulmani denumiți în general torbeși sau pomaci.

### Albania
În Albania trăiesc aproximativ 35.000 de torbeși sau pomaci, aceștia declarându-se de origine bulgară.

## Limbă
Nu există un dialect pomac de sine stătător. Cei mai mulți dintre pomaci vorbesc dialecte asemănătoare cu cele ale bulgarilor creștini alături de care locuiesc. Există mici diferențe ale dialectelor vorbite de pomaci în funție de zona în care locuiesc. Cei din sudul Bulgariei și nordul Greciei (denumit aici limba pomacă) vorbesc în dialectul rup, în timp ce pomacii din nordul Bulgariei folosesc dialectul balcanic.
Comunitatea pomacă din Grecia beneficiază de educație în limba maternă în școlile primare, fiind disponibil și un dicționar pomac-grec.